# Malá Pravčická brána
Malá Pravčická brána je přírodní skalní oblouk s výškou asi 2,30 m a šířkou 3,30 m. Nachází se v Českém Švýcarsku v blízkosti Evropské dálkové trasy E3 mezi Mezní Loukou a Vysokou Lípou v okrese Děčín v Ústeckém kraji.
Skála zároveň slouží jako vyhlídka, na kterou vedou železné schody. Stejně tak i vyhlídkovou plošinu tvoří železná konstrukce z důvodu zabránění devastace skály.